# Poecilosoma nigerrima
Poecilosoma nigerrima är en fjärilsart som beskrevs av Walker 1864. Poecilosoma nigerrima ingår i släktet Poecilosoma och familjen björnspinnare. Inga underarter finns listade i Catalogue of Life.